# Ліцей № 24 міста Житомира

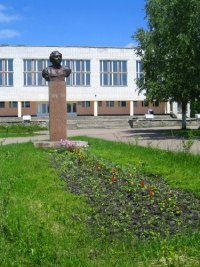
Житомирський екологічний ліцей № 24

Ліцей № 24 міста Житомира — заклад загальної середньої освіти міста Житомира з поглибленим вивченням біології  та екології. Розташований у м. Житомир на вулиці Шевченка 105б

## Історія
У 1985 році було засновано ЗОШ № 24.
У 2004 школі було надано статус ліцею.
У 2022 році Житомирський екологічний ліцей №24 було перейменовано на Ліцей № 24 міста Житомира

## Сьогодення
Зараз Житомирський екологічний ліцей № 24 — один з найбільших загальноосвітніх навчальних закладів у місті Житомирі. Він працює і розвивається як школа майбутнього, у якій на одній території поєднано інноваційні технології та програми з захисту довкілля. Головна мета роботи ЖЕЛ № 24 розкрита у його девізі: «Нести добро, будити душу, творити особистість».

### Діяльність
Щороку ліцей бере участь у всеукраїнський та місцевих конкурсах. Також у школі пропагується здоровий спосіб життя та життя в гармонії з природою. Учні виховуються у найкращих екологічних традиціях.

### Міжнародна та всеукраїнська співпраця
У ліцеї налагоджена співпраця з голландцями. Це надало змогу учням та учителям вже декілька років підряд здійснювати подорож до Нідерландів. Ліцей також є учасником програми сталого розвитку в Україні та національного проекту «Відкритий світ».

## Вчителі
Кількість вчителів — 104, з них: вищої категорії — 60; вчителів-методистів −18; старших вчителів — 15; відмінників освіти України — 10; нагороджених нагрудним знаком «Василь Сухомлинський» — 2.

## Досягнення
Ліцей має сертифікат ООН за активну участь у відзначенні Дня довкілля ООН. Він є асоційованим членом Європейської мережі шкіл сприяння здоров'я з 2000 р. Ліцей визнано переможцем конкурсу «100 найкращих шкіл України» в номінації «школа педагогічного пошуку» Ліцей визнано одним з найкращих екологічних осередків серед навчальних закладів України (2011 р).

### Колектив ліцею нагороджений грамотами МОН України
- за впровадження інноваційних технологій щодо формування культури здоров'я, позитивної мотивації на здоровий спосіб життя учасників навчально-виховного процесу (2009 р.);
- за реалізацію програми «Пізнай себе — будь здоровим» (2007 р.).

## Випускники
- Залізко Олександр Броніславович (1982—2016) — солдат Збройних сил України, учасник російсько-української війни.
- Абрамович Артем Володимирович (1990—2014) — солдат Збройних сил України, учасник російсько-української війни.
- Шинкарук Ірина Володимирівна — українська співачка, телевізійна ведуча, режисер, солістка оркестру Національного радіо України, заслужена артистка України, народна артистка України (2019), засновник та голова оргкомітету Фестивалю Пісенний спас. Її ім'я, занесене до Міжнародного музичного каталогу «Who is who in music»[3]. Дочка Володимира Шинкарука.